# Clematis baltistanica
Clematis baltistanica är en ranunkelväxtart som beskrevs av R.A. Qureshi och M.N.Chaudhri. Clematis baltistanica ingår i släktet klematisar, och familjen ranunkelväxter. Inga underarter finns listade i Catalogue of Life.